# 済子女王
済子女王（なりこ/せいしじょおう、生没年不詳）は、平安時代中期の皇族。伊勢斎宮。章明親王の王女（醍醐天皇の皇孫）。母は藤原敦敏の女。斎宮隆子女王の妹。

## 略歴
永観2年（984年）11月4日、花山天皇の即位に伴い斎宮に卜定される。翌年の寛和元年（985年）9月2日初斎院（左兵衛府）に入り、同月26日に野宮に入ったがまだ建物も未完成で、禊所の前方に葬送の火が見え不吉と囁かれた。9月28日には野宮に盗賊が入り、侍女の衣装が奪われるという前代未聞の出来事があった。
潔斎中の寛和2年（986年）6月19日、野宮から退下。花山天皇の突然の譲位によるとされるが『日本紀略』、『本朝世紀』、『十訓抄』によれば野宮で滝口武者平致光との密通が露見したためと記されている。後に神祇官を召し、祭文を奉じたという。（この事件は後に絵巻『小柴垣草紙』の題材となった）
それ以後の消息は不明。